# Carretera de voivodato 200
La carretera de voivodato 200 (en polaco droga wojewódzka nr 200) (DW200) es una carretera provincial situada en el voivodato de Cuyavia y Pomerania, en Polonia, en el distrito de Toruń. La carretera tiene una longitud total de 784 metros, y conecta la estación de tren de la localidad polaca de Cierpice con la DK10.